# ベルツノガエル
ベルツノガエル（Ceratophrys ornata）は、両生綱無尾目Ceratophryidae科ツノガエル属に分類されるカエル。

## 分布
アルゼンチン、ウルグアイ、ブラジル（リオグランデ・ド・スル州）

## 形態
体長オス10センチメートル、メス12.5センチメートル。眼上部の角状突起は小型。体色は緑色や緑褐色で、暗褐色や暗緑色の斑紋が入る。種小名ornataは「装飾された」の意。
幼生は全長6-7センチメートル。変態直後の幼体は体長2センチメートル。

## 生態
標高0-500m以下のパンパ地帯に生息する。草原の水辺に生息するが、灌漑農地や水路などで見られることもある。幼生は水中でも水上でも攻撃を受けると音を発する（早ければ孵化して3日目から）ことができ、確認されている限りは無脊椎動物も含めた幼生（幼虫）では初めて音による情報伝達が報告されている。幼生同士がこの音を聴く仕組みは不明であるものの、共食いを防ぐ働きがあるとする説もある。
食性は動物食で、昆虫、節足動物、カエル、小型爬虫類などを食べる。地中に半身だけ潜り、通りかかった獲物を待ち伏せて捕食する。ウルグアイの34個体を用いた胃の内容物では、カエルが78.5%、鳥類（スズメ目）が11.7%、齧歯類が7.7%、ヘビが0.3%という報告例がある。幼生はカエルの幼生を食べる。
卵生。主に夏季の降雨後に池などで1回に200-1,000個の卵を産む。幼生は20-32日で変態する。

## 人間との関係
開発による生息地の破壊、土壌汚染や水質汚染、ペット用の採集などにより生息数の減少が懸念されている
卵が発生学において実験動物とされることもある。ペットとして飼育されることがある。ほぼ飼育下繁殖個体のみが流通するが、クランウェルツノガエルとの種間雑種も含まれ区別は不可能（純血として販売されている個体も本種の特徴が多く発現した個体にすぎない）。アマゾンツノガエルも含めた種間雑種がファンシーツノガエルやファンタジーツノガエルという流通名で販売されている。プラケースなどのケージに、半身が浸かる程度の深さで湿らせた土、ミズゴケなどを敷く。餌として昆虫や魚類を与える。ピンクマウスも食べるが、内臓疾患を引き起こすこともあるため注意が必要。